# Дюбуа, Анри Эдуардович
Дюбуа (Горский), Анри (Анатолий) Эдуардович (27 ноября (9 декабря по новому стилю) 1881, Санкт-Петербург — 8 ноября 1958, Нью-Йорк) — адвокат, политический деятель, скульптор и живописец.

## Биография
В 1892—1900 учился в гимназии Карла Мая в Петербурге. По окончании курса поступил на юридический факультет Санкт-Петербургского университета. В дальнейшем занимался адвокатурой и журналистикой. Печатался под псевдонимами Горский, А. Д.; В—ич, А.; Гарский; Гарский, А.; Гарский, А. В.; Горский, А.; Горский, А. В..
В 1901 году вступил в РСДРП. Партийный псевдоним — Анатолий Горский. Профессиональный революционер, с 1901 вёл нелегальную политическую работу в Петербурге и Ревеле. Неоднократно подвергался арестам, три года провел в административной ссылке в Вятке. Он и его организация вначале были на стороне большевиков, но в 1906 году он разошёлся с большевиками и перешёл к меньшевикам. Стал одним из лидеров меньшевиков-ликвидаторов, выступавших против сохранения нелегальных структур РСДРП в условиях действия манифеста 17 октября 1905 года и возможности легальной работы. Сотрудничал в изданиях «Возрождение», «Новая рабочая газета», 1913. Страхование Рабочих, 1912-14; Северная Рабочая Газета, 1914.
Фактический издатель журнала «Наша заря» (1910-сентябрь 1914, закрыт правительством). В 1912 6-я (Пражская) Всероссийская конференция РСДРП в резолюции, составленной В. И. Лениным, признала сторонников его издания стоящими вне партии, как защитников «… течения, признанного всей партией продуктом буржуазного влияния на пролетариат» («КПСС в резолюциях», 8 изд., т. 1, 1970, с. 341). В январе 1915 года выпуск возобновлён под новым названием — журнал «Наше дело», ведущую роль в котором играл Г. В. Плеханов. А. Дюбуа участвовал в работе социал-демократических фракций III и IV Государственных дум.
В годы Первой мировой войны — оборонец, находился на фронте, вначале рядовым, затем был произведён в прапорщики, вел партийную работу в армии. Сотрудничал в изданиях «Наше дело» с 1915 года, «Вперёд» — с 1918 года. После Февральской революции 1917 — гласный Рижской городской думы, затем — член Петроградского Совета. В первом коалиционном Временном Правительстве — товарищ (заместитель) министра труда меньшевика Скобелева. Член ЦК РСДРП. Делегат I Всероссийского съезда Советов, тогда же включен в состав делегации на предполагавшийся Международный социалистический конгресс. Комиссар 12й армии. Кандидат в члены Учредительного собрания от РСДРП(о). Был против меньшевиков-интернационалистов, поддерживал правую фракцию партии меньшевиков, но при Советской власти участвовал в деятельности легальных структур РСДРП. Во время антибольшевистских восстаний 1918 года на Волге и в Сибири (Самара, Уфа, Омск) выезжал туда по распоряжению ЦК партии. Арестовывался за это ВЧК. Но после легализации меньшевиков в РСФСР с июля 1919 года служил в Красной армии, затем до февраля 1921 работал в советских учреждениях в Москве.
25 февраля 1921 был арестован вместе с другими участниками собрания московской меньшевистской организации в партийном клубе «Вперёд». До октября 1921 находился в Бутырской, затем в Таганской тюрьмах. Выпущен из тюрьмы, предложил свою кандидатуру как защитника на процессе социалистов-революционеров. Вновь был арестован и за принадлежность к партии меньшевиков решением заседания Коллегии ГПУ от 26 июля 1922 был приговорён к ссылке в Туркестан, но, в связи с болезнью сердца, в августе ссылка ему была заменена бессрочной высылкой в Германию.
24 сентября 1922 года газета «Сегодня» сообщила, что бывший при Керенском комиссаром 12й армии Дюбуа назвал Россию «страной новой буржуазии, происходящей от коммунистов» и мечтающей о гарантировании законом награбленной ими собственности, а спасти социалистическую революцию сможет только вооружённое восстание с участием недовольных в Красной армии, в связи с опасностью которого Советская власть высылает за границу способных возглавить восстание. В октябре 1922 года приехал в Берлин, позже обосновался в Париже. За границей продолжил политическую деятельность: принимал участие в работе меньшевистских организаций в Берлине, Париже и Нью-Йорке, сотрудничал в партийной печати. Сотрудник «Социалистического вестника», журнала «Воля России». Участвовал в Париже в собраниях клуба Объединения русских рабочих при Всеобщей конфедерации труда (CGT) во Франции (1929).
Постановлением президиума ЦИК СССР, за подписью Калинина, в феврале 1932 года за «контрреволюционную деятельность» был лишён гражданства СССР с запрещением въезда в Советский Союз, в том числе и по заграничным паспортам, вместе с «поднявшим знамя меньшевизма» в 1903 году и организовавшим провозгласившую РСДРП(o) в 1912 году партконференцию («Августовский блок») Троцким, членами его семьи, Даном, Б. И. Николаевским, А. Н. Потресовым и другими видными правыми и левыми меньшевиками.
В эмиграции занимался живописью и скульптурой. Участник салона Независимых (1927—1930) и Осеннего салона (1927, 1928). В 1933 пожертвовал свои работы в пользу Политического Красного Креста. В 1934 участвовал в выставке Общества революционных писателей и журналистов в Париже. На парижской Международной выставке 1937 года был награждён серебряной медалью за скульптуру. В 1939 провел персональную выставку живописи и скульптуры в галерее «Le Codran».
Перед Второй мировой войной переехал в Нью-Йорк. Если на партийном совещании при ЦК РСДРП (o) в Москве 4-14 апреля 1920 был содокладчиком представлявшего левых Дана по текущему моменту и задачам партии от правых меньшевиков, то с 1941 года примыкал к возглавляемому Даном левому крылу РСДРП, выступавшему, в отличие от правых меньшевиков и большинства других эмигрантов-патриотов, не за временный союз с СССР в борьбе с нацистским нашествием на Россию, а за долгосрочное сотрудничество с СССР и КПСС за границей и после победы во второй мировой войне и за сохранение советской системы с надеждой на её демократизацию и легализацию РСДРП(о) в СССР. Сотрудничал в журнале «Новоселье» (1942—1943).
Похоронен на кладбище Вудлон в Нью-Йорке.